# Instapoésie
L'instapoésie est un genre de poésie numérique apparu sur le réseau social Instagram et popularisé dans les années 2010, notamment au travers de la figure de Rupi Kaur. Elle adopte des formes diverses bien que souvent standarisées, afin de s'adapter à la plateforme de publication, et vise à rendre la poésie plus accessible. Une part significative des instapoètes sont des femmes.

## Caractéristiques
Pour la chercheuse Gaëlle Théval, le phénomène de l'instapoésie s'inscrit dans la lignée des avant-gardes du xxe siècle visant à diffuser la littérature hors du cadre éditorial traditionnel, bien que cette filiation ne soit pas revendiquée. L'instapoésie est, à l'origine, une pratique généralement amateure.

### Forme
L'instapoésie fait partie des pratiques poétiques liées aux réseaux sociaux et s'inscrit dans les « technogenres » poétiques (twittopoèmes, facebook poetry...) définis par la linguiste Marie-Anne Paveau, qui hybrident des caractéristiques d'un discours préexistant au numérique et les codes des plateformes sur lesquelles ils sont publiés,,. En effet, l'instapoésie, publiée sur Instagram, est soumise au cadre et aux normes de la plateforme.
De nombreux instapoèmes s'inscrivent dans des formes poétiques dites « classiques » : « expression lyrique ou aphoristique, versifiés et rimés ». Pour Anne Dujin, ils appartiennent à une esthétique plus proche de celle de la poésie du xixe siècle que de celle du xxe siècle. Une des caractéristiques essentielles de l'instapoésie est la relation entre le texte et l'image (iconotextualité) : le texte est soit placé en légende d'une illustration (mise en contexte du texte), soit, le plus souvent, placé dans l'image même (iconisation du texte). Dans ce second cas de figure, le texte peut être soit photographié, soit mis en forme par une application externe et posté par le biais d'une capture d'écran.
Il existe plusieurs traits récurrents de l'instapoésie vis-à-vis de la mise en scène visuelle du poème : inscription sur un support papier (manuscrit ou tapuscrit), décor en lien avec le thème du poème ou son contexte d’écriture, ou composition esthétique minimaliste,. Le fonctionnement de l'algorithme d'Instagram pousserait les auteurs à produire un contenu stantardisé, facilement reconnaissable, afin d'assurer la visibilité de leur contenu.
À travers la scénarisation du poème, l'instapoésie « permet aussi de mettre en scène l’image du poète et de créer un ethos auctorial ». Par son médium, l'instapoésie participe à la création d'une notoriété et à la publicité des auteurs.

### Thématiques
Une part significative des instapoètes sont des femmes, et l'instapoésie investit massivement des thématiques féministes telles que les violences sexistes et sexuelles, la sexualité féminine ou l'autonomisation des femmes. L'image corporelle est également un thème récurrent. L'instapoésie s'inspire également du développement personnel et traite souvent de justice sociale.

## Historique
L'instapoésie nait dans les années 2010. Rupi Kaur en est une figure centrale et contribue à populariser le genre,, tout comme Nikita Gill (en). En 2019, sur une période d'un an, 27 millions d'utilisateurs d'Instagram utilisent le hashtag #poetry. L'instapoésie contribue à une repopularisation contemporaine de la poésie,, qui résulte en une augmentation des ventes de livres de poésie,. Elle permettrait une désacralisation de la poésie, par la forme numérique, ce qui la rendrait plus accessible,,.
Si l'instapoésie est, à l'origine, une pratique amateure se démarquant des mécanismes habituels de légitimation littéraire, elle peut donner lieu à des publications par le biais du circuit éditorial traditionnel pour les auteurs obtenant une notoriété en ligne significative,. Le premier ouvrage publié de Rupi Kaur, lait et miel, publié en 2014, se vend à plus de 3,5 millions d’exemplaires et est traduit en 40 langues. Le premier roman de l'instapoétesse espagnole Elvira Sastre (en), Tu es la plus belle chose que j’aie faite pour moi (Días sin ti), publié en 2019, reçoit le prix Biblioteca Breve.